# 新城郡 (湖北省)
新城郡（しんじょう-ぐん）は、中国にかつて存在した郡。三国時代から南北朝時代にかけて、現在の湖北省十堰市と陝西省安康市にまたがる地域に設置された。

## 概要
220年（黄初元年）、孟達が魏に降ると、魏の文帝により房陵郡・上庸郡・西城郡の3郡を合わせて新城郡が置かれ、孟達が新城太守に任じられた。新城郡は荊州に属し、巫・秭帰・夷陵・臨沮・房陵・上庸・西城の7県を管轄した。
晋のとき、新城郡は房陵・綏陽・昌魏・沶郷の4県を管轄した。
南朝宋のとき、新城郡は梁州に属し、房陵・綏陽・昌魏・沶郷・閬陽・楽平の6県を管轄した。
南朝斉のとき、新城郡は南新城郡と改称され、南新城郡は房陵・綏陽・昌魏・沶郷・閬陽・楽平の6県を管轄した。
南朝梁のとき、新城郡の称にもどされた。
西魏のとき、新城郡は光遷国と改められた。